# Alvydas Lukys
Alvydas Lukys (* 4. November 1958  in Šiauliai) ist ein litauischer Fotograf.

## Leben
Nach dem Abitur an der Mittelschule absolvierte Lukys 1984 das Diplomstudium am Vilniaus inžinerinis statybos institutas in Vilnius. Seit 1990 lehrt er an der Vilniaus dailės akademija. Seit 1997 leitet Lukys den Lehrstuhl für Fotografie- und Medienkunst (bis 2000 für Fotografie und Videokunst). Seit 2007 ist er Professor.
Er hatte Ausstellungen in Turku (1996), Berlin (1999, 2005), München (2005).